# Сысоево (городской округ Истра)

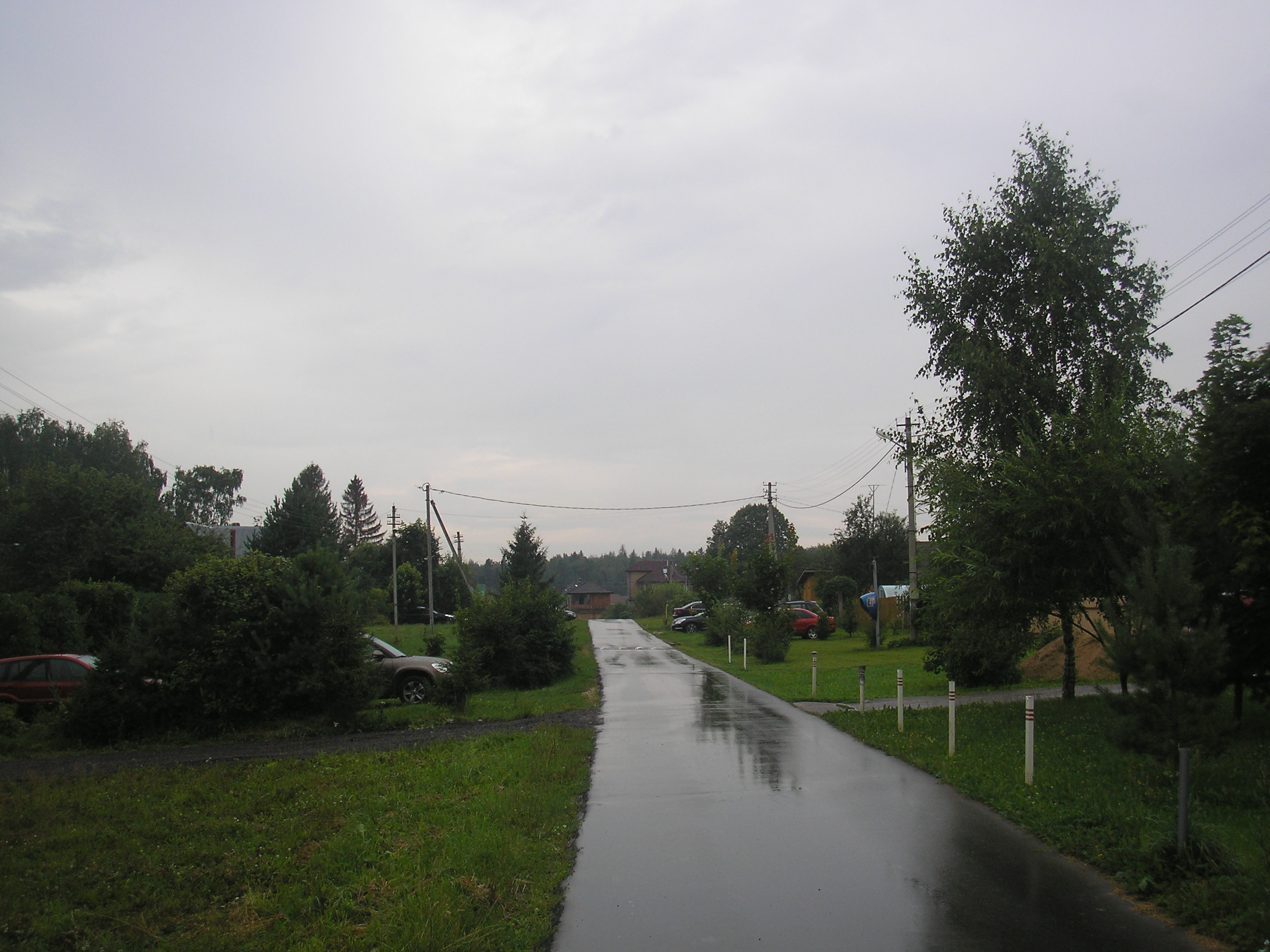

Сысоево — деревня в Ермолинском сельском поселении Истринского района Московской области. Население — 0 чел. (2010), в деревне 2 улицы, зарегистрировано 2 садовых товарищества.
Расположено на правом берегу реки Песочная, примерно в 5 км на северо-восток от Истры, высота над уровнем моря 185 м. Ближайшие населённые пункты: Сокольники в 1,5 км на запад, Никольское в 2 км на северо-запад, и Дарна в 1,5 км на северо-восток.

## Население
| 2002 | 2006 | 2010 |
| ---- | ---- | ---- |
| 2    | ↘1   | ↘0   |